# La voce che uccide
La voce che uccide è un film italiano del 1956 diretto da Aldo Colombo.